# Termitotrox icarus
Termitotrox icarus — вид жуків родини пластинчастовусих (Scarabaeidae). Описаний у 2020 році.

## Поширення
Вид поширений в М'янмі.

## Опис
Дрібний жук, завдовжки 1,5-1,9 мм. Тіло червонувато-коричневого кольору. На надкрилах є глибокі повздовжні борозенки. Трихоми (залозисті придатки) на надкрилах жовтого кольору і мають вигляд невеликих крилець. Ці придатки менші ніж у близьких видів Termitotrox cupido і Termitotrox venus.

## Спосіб життя
Як і всі представники роду Termitotrox — термітофіл, тобто живе у симбіозі з термітами. T. icarus живе у термітниках Odontotermes proformosanus. Він трапляється у грибних камерах, ймовірно, харчуючись грибками, які вирощують терміти. Терміти не проявляють агресії до жуків, оскільки ті виділяють спеціальні феромони із залоз на надкрилах.